# Gabriela Rembisz
Gabriela Rembisz (ur. 12 marca 1937 w Poznaniu, zm. 26 maja 2024) – działaczka PZPR, członkini najwyższych władz partyjnych w okresie PRL.
Ukończyła Technikum Chemiczne w Poznaniu (1974). Od 1961 technik w Poznańskich Zakładach Opon Samochodowych "Stomil", od 1977 mistrz miany. Członkini NSZZ pracowników Stomilu (od 1982), członek PZPR (od 1976). Działaczka zakładowej organizacji PZPR (I sekretarz Oddziałowej Organizacji Partyjnej i członek Egzekutywy, członek Plenum Komitetu Zakładowego PZPR). Na X Zjeździe PZPR w lipcu 1986 wybrana w skład KC PZPR. W latach 1986–1988 zastępca członka Biura Politycznego KC PZPR, a w okresie 1988–1990 – członek Biura Politycznego KC PZPR. W latach 1988–1990 przewodnicząca Komisji Skarg, Wniosków i Sygnałów od Ludności KC PZPR. W latach 80. wchodziła również w skład Rady Redakcyjnej organu teoretycznego i politycznego KC PZPR Nowe Drogi. Wyróżniona m.in. "Odznaką Honorową Miasta Poznania". 